# Kavýli
Kavýli är en ort i Grekland.   Den ligger i prefekturen Nomós Évrou och regionen Östra Makedonien och Thrakien, i den nordöstra delen av landet, 500 km nordost om huvudstaden Aten. Kavýli ligger 33 meter över havet och antalet invånare är 1 531.
Terrängen runt Kavýli är platt. Runt Kavýli är det ganska tätbefolkat, med 52 invånare per kvadratkilometer. Närmaste större samhälle är Orestiáda, 6,7 km söder om Kavýli. Trakten runt Kavýli består till största delen av jordbruksmark.